# Vinh Sơn Trần Ngọc Thụ
Vinh Sơn Trần Ngọc Thụ (12 tháng 5 năm 1918 – 15 tháng 7 năm 2002) là một linh mục người Việt thuộc Giáo hội Công giáo Rôma, là kinh sĩ viên Vương cung thánh đường Thánh Phêrô và là Chưởng ấn Tòa Thánh Vatican.
Linh mục Vinh Sơn Trần Ngọc Thụ là cáo thỉnh viên chính cho án tuyên thánh 117 vị tử đạo tại Việt Nam., cũng là người châu Á đầu tiên đảm nhận chức vụ Đệ nhị Bí thư của Giáo hoàng Gioan Phaolô II. Ngoài ra, ông còn là một dịch giả và là nhà nghiên cứu trong những lĩnh vực liên quan đến Công giáo.

## Sự nghiệp

### Thiếu thời và tu nghiệp
Trần Ngọc Thụ sinh ngày 12 tháng 5 năm 1918 tại họ đạo Đông Hải, xứ Văn Hải, nay là xã Văn Hải, huyện Kim Sơn, tỉnh Ninh Bình, thuộc Giáo phận Phát Diệm. Năm 1928, ông vào Tiểu chủng viện Ba Làng sau đó chuyển tiếp sang Tiểu chủng viện Phúc Nhạc. Năm 1937, giám mục Gioan Baotixita Nguyễn Bá Tòng gửi ông qua Roma du học. Ông được thụ phong linh mục vào ngày 20 tháng 12 năm 1942 tại Roma khi mới 24 tuổi.
Từ năm 1945 đến năm 1946, ông học tiến sĩ triết học và tiến sĩ thần học tại Roma. Năm 1946, ông theo học và tốt nghiệp vào năm 1949 của ngành Luật tại Đại học Louvain, Bỉ. Từ năm 1951 đến năm 1954, linh mục Thụ là thư ký riêng của giám mục Tađêô Lê Hữu Từ của giáo phận Phát Diệm. Năm 1954, ông di cư vào Sài Gòn, tại đó ông làm thư ký cho Văn phòng Viện trợ Công giáo Hoa Kỳ cho đến cuối năm 1956. Đầu năm 1957, ông là linh mục phụ trách chính cho 10 giáo phận di cư tại Sài Gòn.
Từ năm 1957 tới 1976, linh mục Vinh Sơn Trần Ngọc Thụ là thư ký Tòa khâm sứ Tòa Thánh tại Sài Gòn. Ông đảm nhận chức vụ này trong 19 năm.

### Hoạt động ở Roma
Đến ngày 26 tháng 7 năm 1976, ông bị chính quyền trục xuất ra khỏi Việt Nam và sang Roma. Tại đây, ngày 18 tháng 9 năm 1976, ông bắt đầu với vai trò mới tại Vatican, trước tiên là nhân viên của Bộ Ngoại giao Tòa Thánh.
Ngày 29 tháng 6 năm 1978, ông lãnh tước Đức ông (Monsignor Capellano di Sua Santità). Ngày 18 tháng 12 năm 1985, Đức ông Thụ là Giám chức danh dự của Đức Giáo hoàng (Prelato d'Onore di Sua Santità). Ngày 07 tháng 1 năm 1988, đức ông Vinh Sơn trở thành người châu Á đầu tiên được cử làm Phó Bí thư (tiếng La tinh: Protonotarii Apostolicii) của Giáo hoàng Gioan Phaolô II. Ngày 04 tháng 02 năm 1996, ông là Kinh sĩ viên (Chanoine) Đền thờ Thánh Phêrô và là Chưởng ấn Tòa Thánh Vatican. Do những đóng góp hữu ích và không ngừng nghỉ cho Giáo hội Công giáo, linh mục Thụ được đặc ân hưu trí ở ngay trong thành Vatican vào năm 1996.
Đức ông Vinh Sơn Trần Ngọc Thụ qua đời vào ngày 15 tháng 7 năm 2002, thọ 84 tuổi. Lễ an táng đức ông Vinh Sơn Trần Ngọc Thụ được cử hành trọng thể vào ngày 20 tháng 7 năm 2002 tại Vương cung thánh đường Thánh Phêrô, Vatican.

### Cáo thỉnh viên án tuyên thánh tử đạo Việt Nam
Vai trò của linh mục Trần Ngọc Thụ trở nên nổi bật và được thế giới biết đến khi ông là người Việt Nam cũng là người châu Á đầu tiên bất ngờ được Gioan Phaolô Đệ Nhị chọn làm Đệ nhị Bí thư ngay sau khi ông đăng quang Giáo hoàng. Nhưng điều khiến Đức ông Vinh Sơn và người Việt Công giáo hãnh diện nhất là việc ông đã hoàn thành công tác của một cáo thỉnh viên chính trong vụ phong thánh cho các Vị tử đạo Việt Nam, khi trước ông đã có bốn người nước ngoài đảm nhiệm nhưng không thành công.
Ngày 25 tháng 11 năm 1985, đức ông Vinh Sơn Trần Ngọc Thụ vinh dự được Hồng y Giuse Maria Trịnh Văn Căn giao cho làm Cáo thỉnh viên án tuyên thánh 117 vị tử đạo tại Việt Nam. Để lo việc cáo thỉnh án, ông đã tự đặt cho mình làm việc âm thầm với một thời khóa biểu khép kín. Buổi sáng ông làm công việc công sở Tòa thánh, tối đến ông làm việc với các hồ sơ của 117 vị Chân phước, từ 21 giờ tối đến nửa đêm. Liên tục sau gần 600 ngày nỗ lực làm việc, linh mục cáo thỉnh chính đã hoàn thành 2 công trình:
- Giáo hội Việt Nam, Tập I: Vụ Án Phong Thánh (125 trang, xuất bản tại USA, 1987), trình bày tài liệu căn bản về Lịch sử Vụ Án Phong Thánh các Chân Phước Tử Đạo.
- Cuốn Compendium (Tổng quát) Vitae et Martyrii necnon Actorum in Causa Canonizationis Beatorum Andreae Dũng Lạc, Sacerdotis, Thomae Thiện et Emmanuekis Phụng, Laicorum, H. Hermosilla, Valentini Berrio Ochoa, O.P. et aliorum 6 Episcoporum, necnon Theophani Vénard, Sacerdotis M.E.P. et 105 Sociorum Martyrum. Trình bày về: Lịch sử truyền đạo tại Việt Nam, lịch sử các cuộc bách hại tôn giáo, danh sách 117 Chân Phúc Tử Đạo, Thỉnh nguyện thư của HĐGMVN và thế giới, bằng tiếng La Tinh.

Theo linh mục Thụ, "để biểu dương tinh thần huynh đệ thiêng liêng giữa ba danh sách các Chân phúc Tử đạo Việt – Pháp – Tây Ban Nha, linh mục Cáo thỉnh viên Việt Nam đã xin Bộ Tuyên Thánh cho phép hai linh mục Cáo thỉnh viên Venchi, Dòng Đa Minh, đại diện Tây Ban Nha và Itcana, Hội Thừa sai Paris, cùng đứng tên trong một danh sách Cáo thỉnh viên.
Trong Cơ mật viện ngày 22 tháng 6 năm 1987, với tất cả các Hồng y, Tổng Giám mục và Giám mục tại Tòa Thánh và các vùng phụ cận Roma (gồm 28 Hồng y, 70 Tổng Giám mục và Giám mục), ông là linh mục Cáo thỉnh viên duy nhất chứng kiến Hồ sơ 117 Chân Phước Việt Nam được châu phê. Sau đó linh mục Thụ tiếp tục lo giải quyết vấn đề tài chính để tổ chức đại lễ. Ông cân nhắc nhiều vấn đề và vay của Ngân hàng Tòa Thánh 50 triệu tiền Ý để tổ chức buổi đại lễ tuyên thánh thành công tốt đẹp.

## Tác phẩm
Ngoài công việc mục vụ của Tòa Thánh, linh mục Vinh Sơn Trần Ngọc Thụ còn tham gia dịch và viết sách nghiên cứu trong lĩnh vực Công giáo, với nhiều đầu sách giá trị.

### Chuyển ngữ
1. Thông điệp "Mẹ và Thầy" của ĐGH Gioan XXI I I
2. Các tài liệu Công Đồng Chung Vatican I I
3. Thông điệp "Giáo hội của Ngài" của ĐGH Phaolô VI
4. Thông điệp "Về Nữ Giới" của ĐGH Gioan Phaolô I I.[1]

### Khảo cứu
1. La Participation chez M. Louis Lavelle, Luận án Triết học, Pháp ngữ, Roma, 1945
2. De inhabitatione Spiritus Sancti in anima justi, Luận án Thần học, La ngữ, Roma, 1946
3. Thánh Gioan Vianney và Giáo hội ngày nay, Roma, 1986
4. Giáo hội Việt Nam: Vụ Án Phong Thánh, Roma, 1987
5. Giáo hội Việt Nam: 21 Thánh Tử Đạo Thừa Sai, Roma, 1991
6. Giáo hội Việt Nam: 97 Thánh Tử Đạo Việt Nam, Roma, 2003
7. Đời sống Tu sĩ và Công đồng Vatican I I, Roma, 1988
8. Chân dung Chị Elisabeth Chúa Ba Ngôi, Roma, 1989
9. Đức Chúa Thánh Thần và bảy hồng ân của Ngài, Roma, 1989
10. Comendium Vitae et Martyrii 117 Beatorum Martyrum Việt Nam, La ngữ và Ý ngữ, Roma, 1989
11. Kỷ Yếu Phong Thánh Tử Đạo Việt Nam, cộng tác với Ban biên tập Báo chí Công giáo Việt Nam Hải ngoại, Roma, 1989
12. Lịch sử Giáo phận Phát Diệm (1901 – 2001), Roma - Paris – USA., 2001
13. Les 21 Saints Martyrs Missionaires au Vietnam, Pháp ngữ, Roma – Paris, 2001
14. Bên cạnh Đức Gioan Phaolô I I, Roma - Paris – USA., 2002.[5]